# Зворотні хвилі

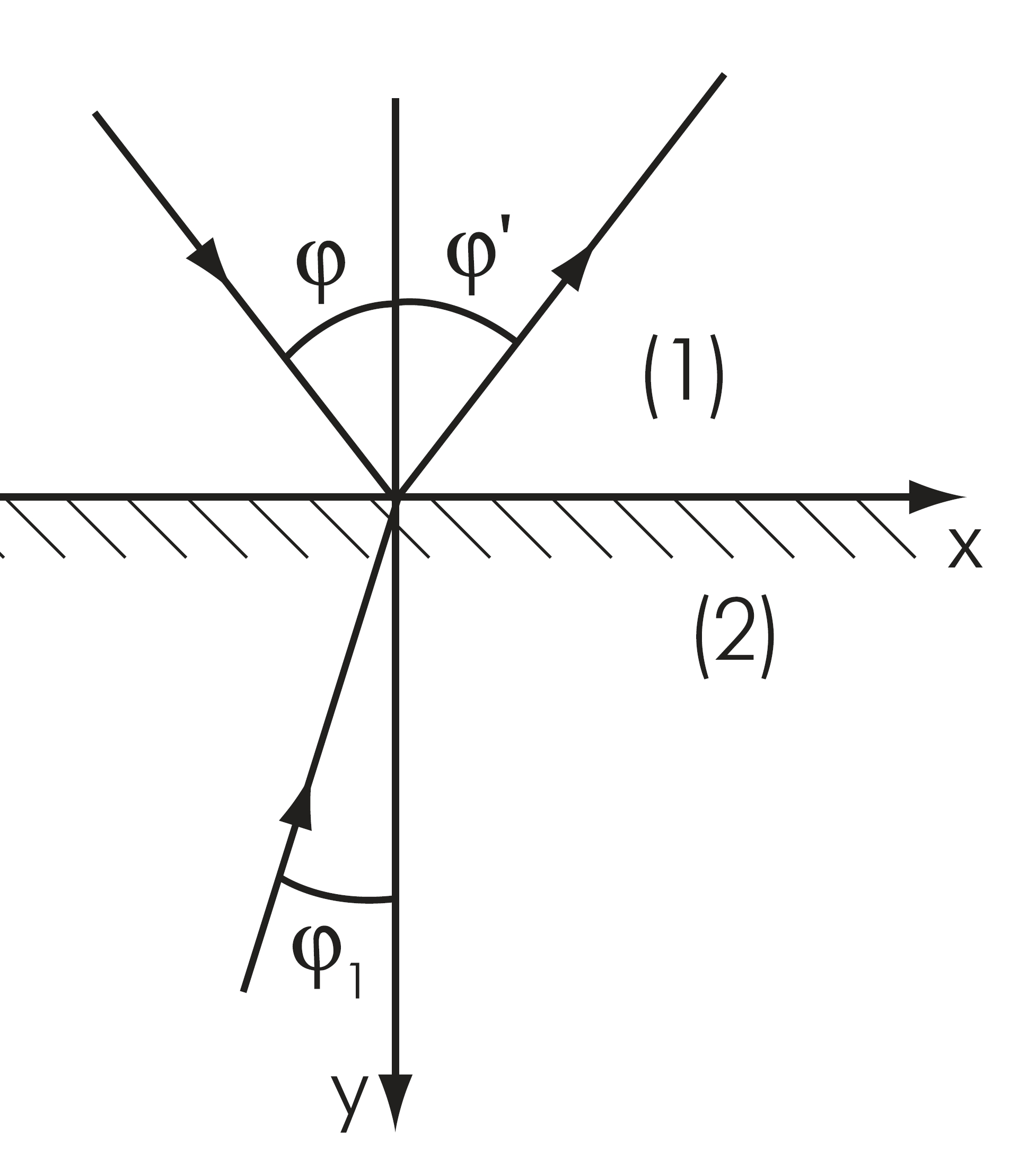
Ілюстрація Л. І. Мандельштама (1944), що показує переломлення променя в середовищі (2), де групова швидкість хвиль негативна

Зустрічно спрямовані фазова (V _{ф)} і групова (V _{гр)} швидкості електромагнітної хвилі в лампі зворотної хвилі типу М

Зворотні хвилі (англ. backward waves — це біжучі хвилі з протилежними фазовими і груповими швидкостями, в яких фаза рухається до джерела випромінювання хвилі. В анізотропних структурах кут між цими швидкостями (або з вектором Умова-Пойнтінга) тупий. Зворотні хвилі мають цілу низку чудових, фундаментальних явищ і властивостей. Зокрема, зворотний ефект Доплера, негативне заломлення і антизеркальне відображення, само- і сверхфокусування при заломленні, а також і при відображенні, вузькосмуговий або обмежений частотний спектр існування, виражене селективне згасання і багато ін.

## Історія
Історія зародження теорії зворотних хвиль пов'язана з історією поняття негативна групова швидкість хвилі. Першим гіпотезу про можливість хвиль з негативною груповою швидкістю висловив англійський фізик Артур Шустер (1851—1934). Про це в своїй публікації від 11 лютого 1904 року зазначив англійський математик і гідродинамік Горацій Лемб (1849—1934). А.Шустер запропонував Г. Лембу вивчити умови появи хвиль з негативною груповою швидкістю, він це і зробив у 1904 році, вперше розглянувши зворотні хвилі в механіці. У тому ж році А. Шустер поширив цю теорію на оптичні явища, довівши, що зворотні електромагнітні хвилі можливі при негативній груповій швидкості, а також на кордоні двох середовищ, в одній з яких поширюється пряма хвиля, а в іншій — зворотна, виникає негативне заломлення.
У 1905 році Поклінгтон також вказав на те, що в середовищі, де можлива зворотна хвиля, джерело коливань формує хвилю з груповою швидкістю, спрямовану від джерела, в той час як її фазова швидкість орієнтована до джерела.
У 1940-х роках з'явилися антени і СВЧ-лампи зворотної хвилі, які використовували зворотні хвилі. Завдяки цьому призабуті положення теорії зворотних хвиль знову потрапили в сферу уваги фізиків. Наприклад, в своїх лекціях з оптики Л. І. Мандельштам (1879—1944) в 1944 р детально розглянув ефект зворотного розповсюдження хвиль, що сприяло освоєнню їх практичному використанню і невдовзі в 1950-их роках теоретичного інтересу до розповсюдження зворотних хвиль в лініях передач. Прикладом того є робота Г. Д. Малюжинця (1951 г.). Д. В. Сивухин в 1957 році першим відзначив, що фазова і групова швидкості хвилі будуть протилежно спрямовані в середовищі з одночасно негативними ε і μ. У розвиток цієї ідеї в 1959 році В. Е. Пафомов теоретично довів можливість виникнення зворотних хвиль в середовищі з одночасно негативними ε і μ.